# 林猬
林猬（学名：Hemiechinus hughi），也叫侯氏猬，为猬科大耳猬属的动物，是中国的特有物种。分布于陕西等地，一般栖息于林缘、林中空地（山地落叶、阔叶林）。该物种的模式产地在陕西宝鸡。

## 亚种
- 林猬陕西亚种（学名：Hemiechinus hughi hughi），Thomas于1908年命名。在中国大陆，分布于陕西等地。该物种的模式产地在陕西宝鸡。[3]
- 林猬山西亚种（学名：Hemiechinus hughi sylvaticus），Ma于1964年命名，是中国的特有物种。分布于山西等地，一般栖息于林缘、林中空地（山地落叶以及阔叶林）。该物种的模式产地在山西泌水,垣曲。[4]

## 保护
本种于2023年被收录入《有重要生态、科学、社会价值的陆生野生动物名录》。